# Pool de imprensa
Um pool de imprensa envolve representantes de todos os tipos de mídia que se “associam” para cobrir um evento ou entrevista coletiva. É utilizado quando o local não é suficiente para acomodar todos os jornalistas interessados na cobertura da matéria. Os participantes escrevem suas reportagens ou gravam o evento e disponibilizam o material para seus colegas. O material é dado a todos no mesmo momento; ninguém pode usá-lo até que todos o tenham recebido.
Um pool típico consiste de um repórter de agência de notícias, um repórter de jornal, um repórter de revista, um repórter de TV, um cinegrafista, um operador de som e um fotógrafo. Às vezes, pode ter apenas uma única câmera filmando o evento com transmissão para os repórteres em uma sala próxima.
Um exemplo de um pool de imprensa foi quando no dia 28 de agosto de 2022 a Rede Bandeirantes, Rádio Bandeirantes, Rádio BandNews FM, Google, UOL, TV Cultura, Folha, YouTube e Jornal Metro organizaram um pool para cobrir o debate dos presidenciáveis da Eleição presidencial no Brasil em 2022.